# گذرنامه بوسنی و هرزگوینی
گذرنامهٔ بوسنی و هرزگوینی یک مدرک سفر بین‌المللی است که توسط کشور بوسنی و هرزگوین صادر می‌شود و بنا بر داده‌های سال ۲۰۲۳، دارندگان آن می‌توانستند به ۱۱۹ کشور دیگر بدون دریافت ویزا سفر کنند یا ویزا را در بدو ورود دریافت نمایند. این گذرنامه بر اساس رتبه‌بندی شاخص گذرنامهٔ هنلی در سال ۲۰۲۳ در رتبهٔ ۴۸ قرار داشت.